# Parafia św. Michała Archanioła w Lynn
Parafia św. Michała Archanioła w Lynn (ang. St. Michael the Archangel Parish) – parafia rzymskokatolicka położona w Lynn w stanie Massachusetts w Stanach Zjednoczonych.
Była jedną z wielu etnicznych, polonijnych parafii rzymskokatolickich w Nowej Anglii z mszą św. w j. polskim dla polskich imigrantów.
Nazwa parafii jest związana z patronem, św. Michałem Archaniołem.
Ustanowiona w 1906 roku.
Parafia zamknięta 25 czerwca 2006 roku.